# 333001 Calloway
333001 Calloway este o planetă minoră (asteroid), cu un diametru de 3,553 km, din Outer Main Belt⁠(d). A fost descoperită pe 11 septembrie 2007 la Mount Lemmon⁠(d) de Mount Lemmon Survey⁠(d). 
Obiectul prezintă o orbită caracterizată de o semiaxă mare de 3,2527591263777 UAi, o excentricitate de 0,032690687329098, o înclinație de 10,222783081415 ° în raport cu ecliptica.